# 橫濱情報文化中心

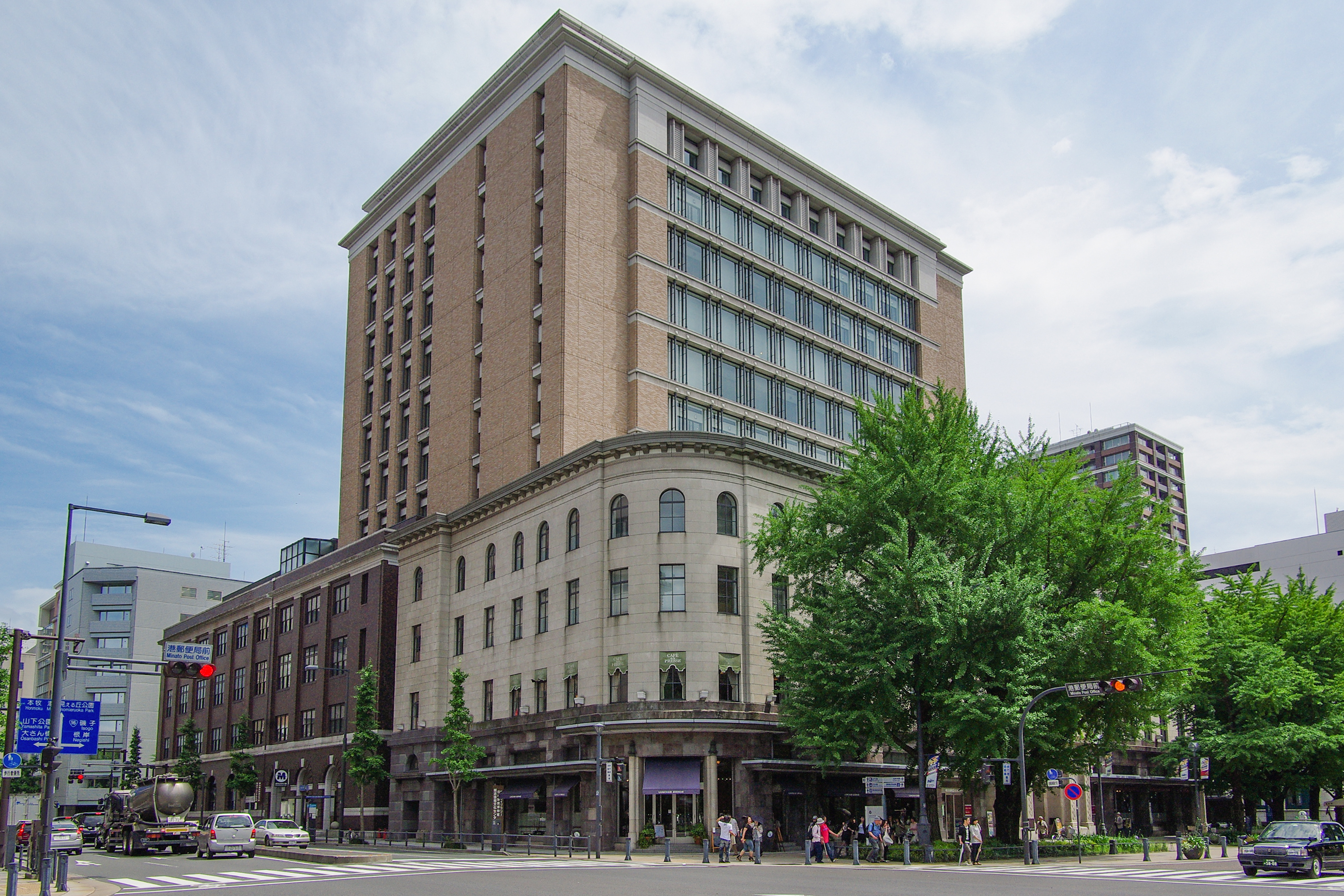
橫濱情報文化中心

橫濱情報文化中心（日语：横浜情報文化センター）是一家以日本新聞博物館和放送圖書館為核心的綜合設施。建築內的辦公部分有資訊相關企業入駐。該建築重新利用了舊橫濱商工獎勵館，包括4層的舊館部分和12層的新館部分。舊館竣工於1929年。

## 外部連結
- 横浜情報文化センター （页面存档备份，存于）（日本語）
- 维基共享资源上的相關多媒體資源：橫濱情報文化中心